# برغش (مقاطعة)
مقاطعة برغش (بالإسبانية: Burgos) هي مقاطعة إسبانية تقع في شمال البلاد، تقع ضمن حدود منطقة قشتالة وليون.
عاصمتها هي مدينة برغش، تنقسم المقاطعة إلى 371 بلدية.

## الجغرافيا
تقع مقاطعة برغش في شمال إسبانيا تحدها من الشمال مقاطعة كانتابريا، ومن الجنوب مقاطعة شقوبية، ومن الشرق مقاطعة بيسكاي، مقاطعة ألافا، مقاطعة لا ريوخا ومقاطعة سوريا، ومن الغرب مقاطعة بلد الوليد ومقاطعة بالنثيا.
تبلغ مساحة مقاطعة برغش 14.292 كم².

## الديموغرافيا
يبلغ عدد سكان مقاطعة برغش 375.657 نسمة عام 2011 (وفقاً للمعهد الوطني للإحصاء الإسباني).
فيما يلي قائمة أكبر البلديات من حيث عدد السكان (بتاريخ 1 يناير 2011):
1. برغش 179.251 نسمة
2. ميراندا دي إيبرو 38.930 نسمة
3. أراندا دي دويرو 33.229 نسمة
4. بريفيسكا 7.677 نسمة
5. ميدينا دي بومار 6.225 نسمة
6. فياركايو دي ميرينداد دي كاستيا لا فيخا 4.859 نسمة
7. فايي دي مينا 3.961 نسمة
8. ليرما 2.826 نسمة
9. روا 2.456 نسمة
10. سالاس دي لوس إنفانتس 2.150 نسمة

## أعلام
- فرنان غونثالث كونت قشتالة